# .pa
.pa – domena internetowa przypisana od roku 1994 do Panamy i administrowana przez Nic Panama.

## Domeny drugiego poziomu
- net.pa - zarezerwowane dla ISP
- com.pa
- ac.pa
- sld.pa
- gob.pa
- edu.pa
- org.pa
- abo.pa
- ing.pa
- med.pa
- nom.pa